# Boulevard Saint-Martin
Der Boulevard Saint-Martin [bulvaʁ sɛ̃ mɑːtɛ̃] ist einer der vier Grands Boulevards im  nördlich der Seine gelegenen Rive Droite von Paris und erstreckt sich über das 3. und 10. Arrondissement.

Boulevard Saint-Martin (um 1890)

## Lage
Er ist Teil der Kette der Grands Boulevards, die sich von West nach Ost erstreckt: Boulevards de la Madeleine, des Capucines, des Italiens, Montmartre, Poissonnière, Bonne-Nouvelle, Saint-Denis, Boulevard Saint-Martin, du Temple, des Filles-du-Calvaire und Beaumarchais.
Der 470 m lange und 33 m breite Boulevard Saint-Martin beginnt am Place de la République 16-23 und endet an der Rue Saint-Martin 332 / Rue René Boulanger 19. An der Porte Saint-Martin geht der Boulevard Saint-Denis in den Boulevard Saint-Martin über. Er liegt auf einem Hügel, der für den Bau der Straße abgetragen wurde; die Bürgersteige (französisch „trottoirs“) sind mit einem Geländer zur Straße hin abgegrenzt und liegen 2 Meter über dem Straßenniveau.
Der Boulevard Saint-Martin ist über die Métrostationen République (Métrolinie 3, Métrolinie 5, Métrolinie 9 und Métrolinie 11) und Strasbourg – Saint-Denis (Métrolinie 4, Métrolinie 8 und Métrolinie 9) zu erreichen.

## Namensursprung
Der Boulevard Saint-Martin verdankt seinen Namen der Nähe zur Rue Saint-Martin, wo sich die ehemalige Klosterkirche St-Martin-des-Champs befand, in der heute das Conservatoire national des arts et métiers (CNAM) untergebracht ist.

## Entstehungsgeschichte

Der Boulevard Saint-Martin (um 1890)

Auf Befehl des Königs Ludwig XIV. entwarf Claude Le Pelletier Anfang 1670 den ersten Plan von Paris. Am 7. Juni 1670 wurde durch königliches Dekret beschlossen, die von Charles V. errichtete Stadtmauer abzureißen und durch einen breiten Boulevard zu ersetzen. Er sollte von der rue du Calvaire bis zum Porte Saint-Martin führen. Baubeginn war im November 1671 mit der Verbindung zwischen der rue Saint-Martin und der rue Saint-Honoré. 1671 wurde das alte Porte Saint-Denis abgerissen und 1672 durch das heutige ersetzt, das im Frühjahr 1673 fertiggestellt war. Die detaillierten Bauzeichnungen vom Boulevard konnten von Le Pelletier erst am 18. März 1675 im Stadtbüro abgegeben werden. Zu jener Zeit waren die Straßenarbeiten bis zur rue Poissonnière fortgeschritten. Am 7. April 1685 wurde die Einebnung von Hügeln bis zur rue Saint-Honoré beschlossen, die nördlichen Boulevards waren 1704 fertiggestellt. Erst 1845 wurden weitere Hügel abgetragen, und zwar durch eine gegenüber den erhöhten Bürgersteigen („trottoirs“) verlaufende abgesenkte Fahrbahn. Am 4. Dezember 1848 beschloss die Stadtverwaltung weitere bauliche Veränderungen, die jedoch erst ab 18. August 1879 begonnen wurden.

## Bauwerke

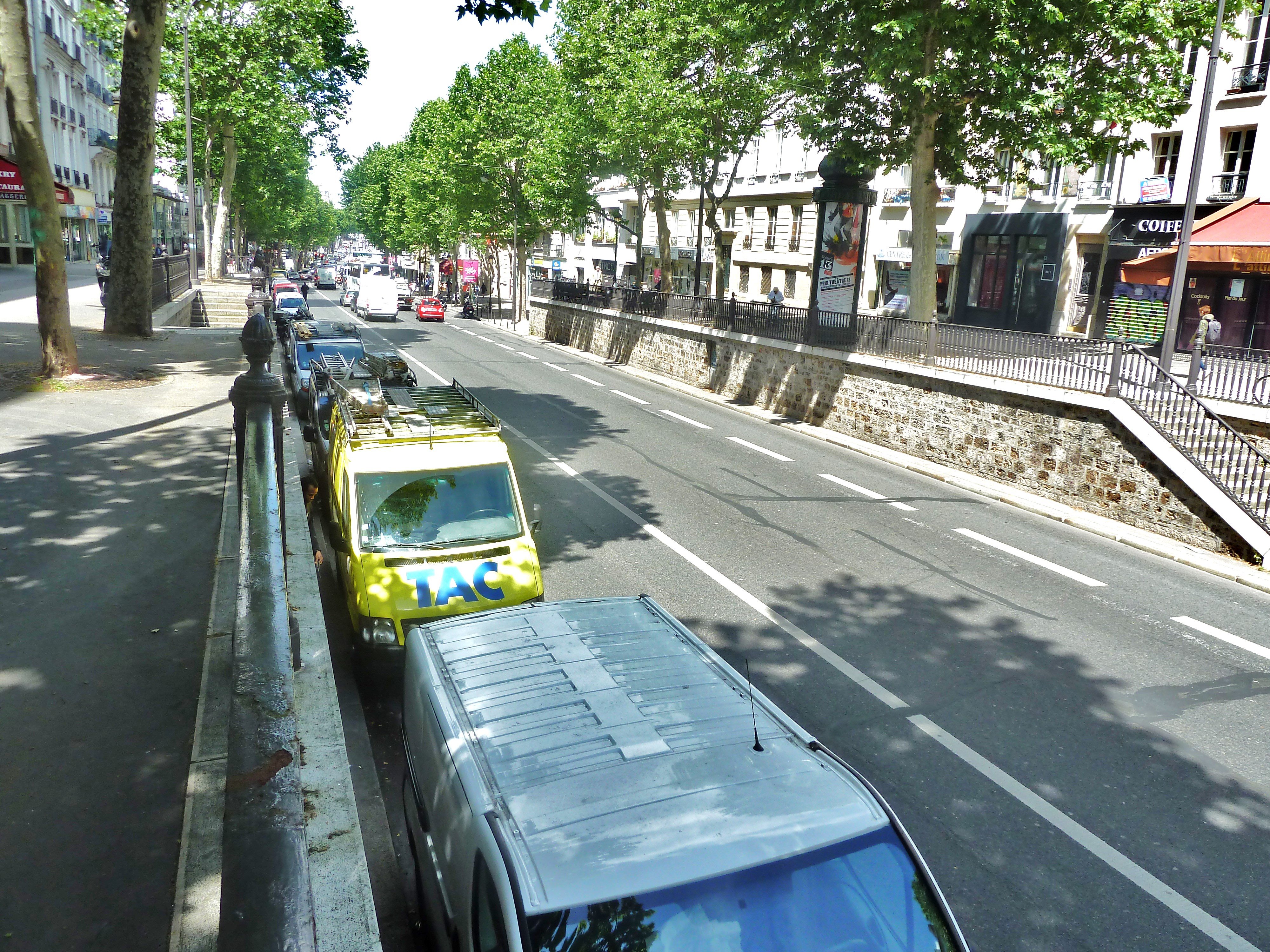
Boulevard Saint-Martin mit höheren Bürgersteigen

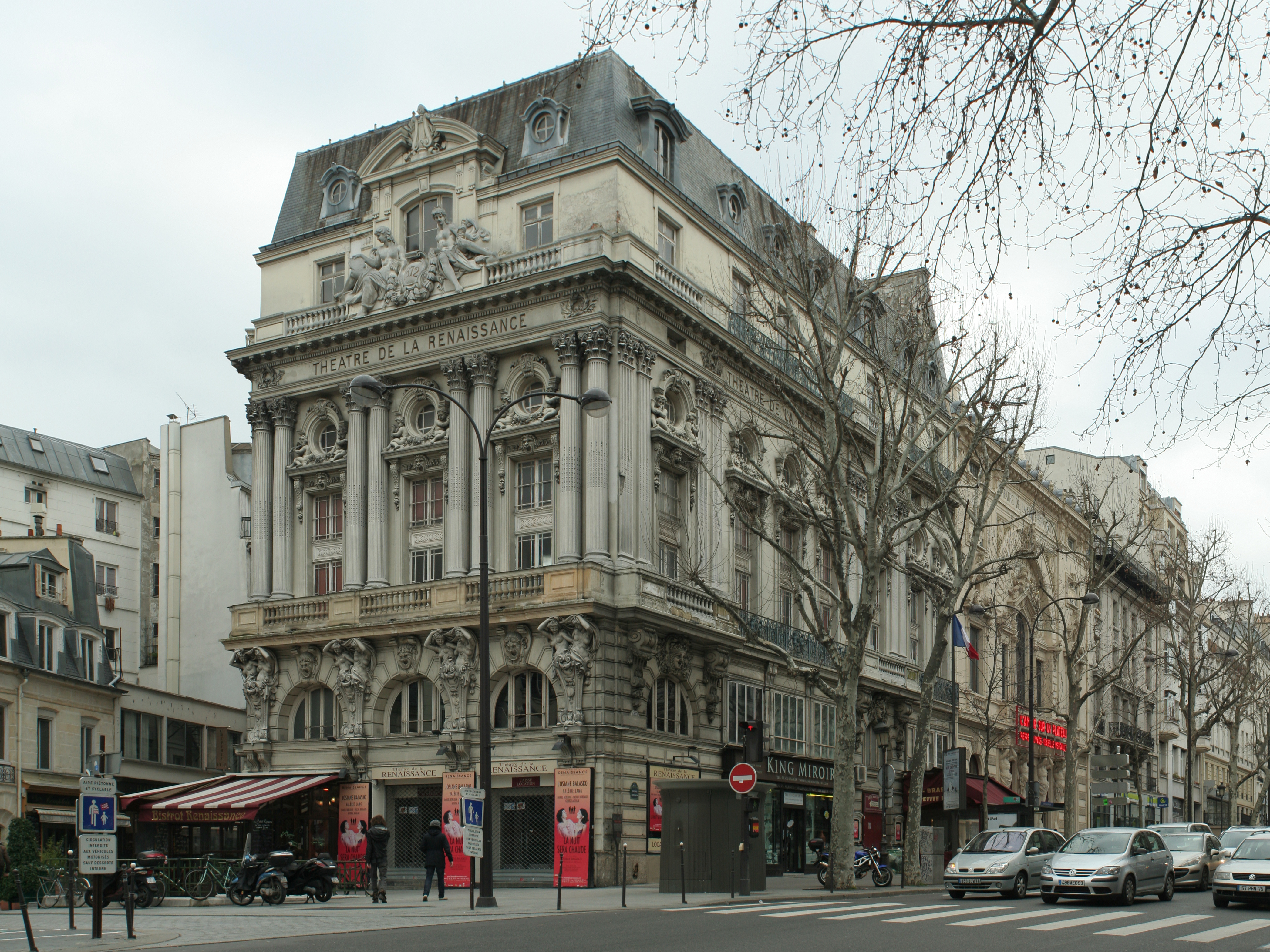
Das Théâtre de la Renaissance

Sehenswürdigkeiten sind auf dem Boulevard Saint-Martin in Nr. 1 das Kabarett „Le Caveau de la République“, welches 1901 eröffnet und 1992 renoviert wurde und 450 Plätze aufweist. Das von Jakob Ignaz Hittorff und Nicolas Médard Audinot in Nr. 2/Boulevard du Temple gebaute Théâtre de l’Ambigu-Comique, welches am 7. Juni 1829 eröffnet wurde, ist 1966 abgerissen worden. Es folgt die Porte Saint-Martin (18 m hoch, 1674 errichtet, 1820 vollständig renoviert und 1988 erneut renoviert), das Théâtre de la Porte Saint-Martin in Nr. 16 (eingeweiht am 27. Oktober 1781 als Opernhaus, seit 1831 Schauspieltheater, 1050 Plätze, 1873 nach Brand wiedereröffnet), in Nr. 20 das Théâtre de la Renaissance (eröffnet am 8. März 1873, heute 650 Sitze).
Der Boulevard Saint-Martin wurde nach der Rue Saint-Martin benannt (1420 m lang, 14,4 m breit), die an Nr. 55 in den Boulevard Saint-Martin einmündet. Sie wiederum hat ihren Namen seit dem 18. Februar 1851 vom Priorat Saint-Martin des Champs, dem heutigen Musée des arts et métiers (rue Réaumur). Das Feuerwerkstheater „Waux-Hall“ eröffnete am 29. August 1764, im August 1765 kam es in der Lagerhalle zu unkontrollierten Explosionen der Feuerwerkskörper, was überall in Paris zu hören war. Es musste 1768 wegen der Klage eines Nachbarn den Betrieb einstellen.